# Patristique
Ne doit pas être confondu avec Patrologie.

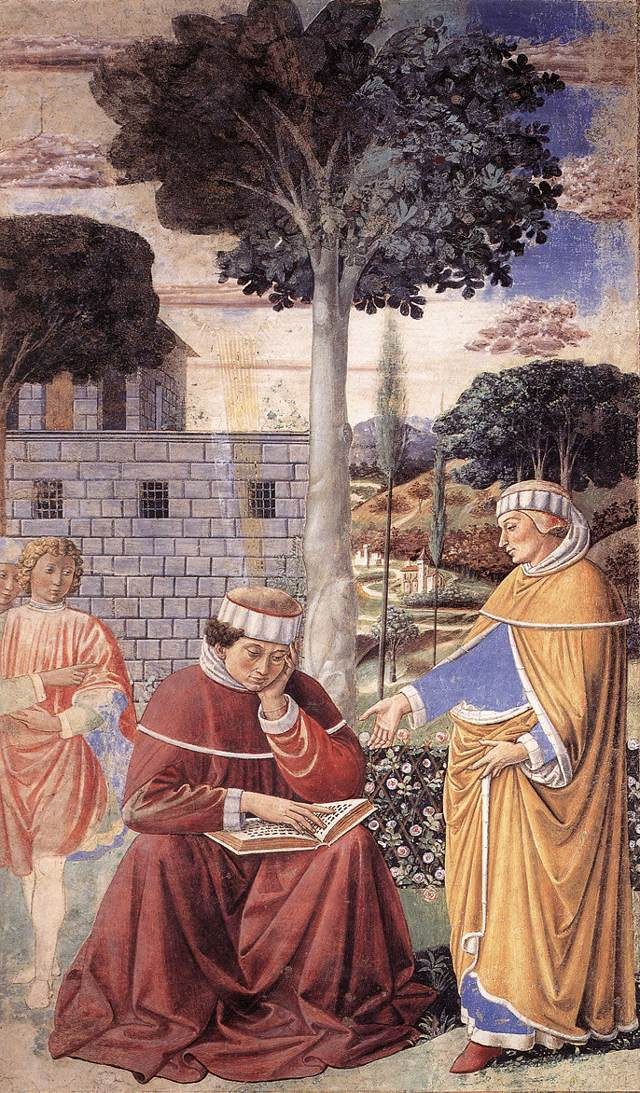
La Conversion de saint Augustin (« Tolle, lege »), par Benozzo Gozzoli, église Sant'Agostino de San Gimignano.

La patristique est la discipline qui traite de la vie, de l'œuvre et de la doctrine des Pères de l'Église dans le christianisme primitif. Elle s'intéresse à l'ensemble de leurs écrits en matière de théologie, y compris leurs controverses avec les hérétiques ou encore leurs textes liturgiques.
La patristique est à distinguer de la patrologie, qui ne concerne les Pères de l'Église que dans le domaine de la foi.
La littérature patristique comprend de nombreux genres littéraires (commentaires, homélies, scolies, catenae, etc.) qui se fondent essentiellement sur la Bible, l'« autorité suprême » étudiée dans son sens littéral et historique mais surtout dans son sens spirituel, appelé allégorique. Elle s'appuie également sur l'analyse linguistique et va de pair avec l'histoire du christianisme et de ses dogmes.

## Littérature patristique
La majorité des textes patristiques dans leurs langues d'origine sont disponibles dans les deux collections majeures de l'éditeur Jacques-Paul Migne, Patrologia Latina et Patrologia Graeca.
Dans cette littérature, l'herméneutique patristique se base sur le sens historique et la typologie, mais privilégie surtout l'allégorie qui est conçue comme n'ayant « nul besoin de se fonder sur des faits historiques : il lui suffit de bien servir l'objet qu'elle cache et qu'elle révèle tout à la fois par le biais des représentations ».
Les objectifs de l'exégèse historico-critique actuelle, apparue dans un contexte polémique où il fallait répondre aux exigences de scientificité de son époque et garantir une certaine objectivité des résultats, sont ainsi bien différents de ceux de l’exégèse patristique : « la première vise à rendre compte du sens littéral du texte, elle prend donc de la distance historique par rapport à lui, elle sait qu'elle n’est pas contemporaine du texte biblique ; la seconde est une herméneutique de croyants qui abolit la distance historique : le Christ qui parle dans l’Écriture est mon contemporain ».